# Radiotelevizioni 21
Radiotelevizioni 21 (kurz RTV21) ist der Name eines trimedialen Angebotes des gleichnamigen privaten Medienunternehmens im Kosovo. Die Firma produzierte zunächst ab 1998 ein Radioprogramm, ab 1999 das Fernsehprogramm RTV21 und ab 2001 eine Nachrichtenwebsite.

## Geschichte
RTV 21 wurde 1998 in Priština als Internetradio von Afërdita Saraçini und ihrem Mann Florin Kelmendi gegründet. Nach dem Beginn des Kosovokriegs 1999 wurde die Zentrale zunächst nach Skopje und später wieder zurück nach Pristina verlegt. Nach der Rückkehr begann die Rundfunkanstalt, das Konzept eines eigenen Fernsehsenders zu entwickeln. 2000 wurde der Sender landesweit lizenziert und strahlte zunächst täglich zwei Stunden Programm aus, das 2001 auf 18 Stunden erhöht wurde. Seit 2002 strahlt der Sender ein 24-Stunden-Vollprogramm aus, das zu 70 Prozent aus Eigenproduktionen besteht. Im September 2007 wurde mit dem Musiksender 21 Plus ein weiteres Fernsehprogramm gestartet, dazu kamen der Volksmusiksender 21 Popullore, das Kinderprogramm 21 Junior, der Kultursender 21 MIX sowie der Wirtschaftssender 21 Buessines und ein offizieller YouTube-Kanal.
Zur Rundfunkanstalt gehört das 2200 Quadratmeter große Gebäude Sheshi 21 (Square 21), das an Eventveranstalter vermietet wird.
RTV 21 sendete ab Januar 2012 als erster Sender im Kosovo digital-terrestrisch. Seit dem 31. Dezember 2012 sendet RTV 21 im HD-Format. Er ist der erste Sender im Kosovo und auf dem Balkan, der im Full-HD-Format sendet und produziert.
Gründerin Afërdita Saraçinis ist wirtschafts- und medienpolitisch im Kosovo aktiv: Sie ist Präsidentin der Frauenvertretung von Kosovo-G7, im Vorstand des KAEF (Kosovo American Education Fund) und seit 2008 im Vorstand der US-amerikanischen Handelskammer im Kosovo.

## Shows
Der Sender strahlt neben verschiedenen Nachrichtensendungen vor allem Kultur- und Unterhaltungssendungen wie zum Beispiel Diçka po zihet oder die Magazinsendung Relax aus. Ebenfalls wurde die erste Staffel von Shpija e Kosovës auf RTV 21 ausgestrahlt.